# Svenska kyrkans utbildningscentrum
Svenska kyrkans utbildningscentrum är en svensk stiftelse med utbildningsverksamhet i Sigtuna.
Stiftelsen bildades årsskiftet 1985/86 av Svenska kyrkans stiftelse för rikskyrklig verksamhet, Sigtunastiftelsen och Riksförbundet Kyrkans ungdom (Svenska Kyrkans Unga). Den sammanförde verksamheterna inom Sigtuna folkhögskola, Riksförbundet Kyrkans Ungdoms ungdomsledarinstitut och Svenska kyrkans kursgård Ansgarsliden (verksam 1922-77 som Svenska kyrkans lekmannaskola).
Stiftelsen är bland annat huvudman för Sigtuna folkhögskola. 